# 461 Ocean Boulevard
461 Ocean Boulevard e вторият студиен албум на легендарния английски музикант Ерик Клептън, издаден през юли 1974 г. от Полиграм Рекърдс (тогава – RSO Records).
След няколко години на изолация и възстановяване от наркотичната си зависимост, Клептън влиза отново в студио. Този път записите са направени в Крайтирия Студиос, Маями, Флорида, ангажирано от мениджъра му Робърт Стигууд. Къщата от обложката на албума се намира в град Голдън Бийч, близо до Маями, където Клептън пребивава, докато работи върху албума.
По това време на постоянна работа в групата му са включени вокалистката Ивон Елимън и китариста Джордж Тери. Именно Тери, изпълнявайки няколко песни на Боб Марли, вдъхновява групата да направят кавър на песента „I Shot the Sheriff“, който достига до първото място в класацията „Hot100“ на американското музикално списание „Ролинг Стоун“. Новата версия на песента бързо се превръща в голям хит и придава на реге музиката ново, много по-забележимо място на американската сцена.

## Отзиви
Стивън Томас Ърлуайн от уебсайта Олмюзик описва албума като съсредоточен и последователен спрямо естестиката на Ерик Клептън. В ревю за сп. Блендър, Джон Парълс оповестява, че Клептън от епохата на Крийм превъзхожда Клептън от 461 Ocean Boulevard, тъй като пеенето му е обтегнато. Парълс също така описва римейка на „I Shot The Sheriff“ като копие, в което липсва оригинален аранжимент. Той изразява положителното си отношение към песента „Let It Grow“, но същевременно я критикува за това, че звучи твърде много като „Stairway to Heaven“. Робърт Крайстгоу нарича албума искрен и основополагащ за Клептън, и приветства кавър версиите като най-добрата страна на албума. Кен Емерсън от „Ролинг Стоун“ определя работата с китара на Клептън като нищо забележително, и го крикитува за това, че се скрива зад другите си музиканти, които Емерсън окачествява като сравнително неспособни. Той също така е скептичен по отношение на решението на Клептън да свири на инструмента добро, но описва „Let It Grow“ като връхна точка. Той смята, че аранжировката на „Motherless Children“ е твърде жизнерадостна за една меланхолична песен. Въпреки това, Ролинг Стоун поставя албума под номер 409 в класацията си „500-те най-велики албума на всички времена“.

## Списък на песните

### Оригинално издание
1. „Motherless Children“ (Народна; аранжировка – Clapton, Radle) – 4:55
2. „Better Make It Through Today“ (Clapton) – 4:07
3. „Willie and the Hand Jive“ (Otis) – 3:31
4. „Get Ready“ (Clapton, Elliman) – 3:47
5. „I Shot the Sheriff“ (Marley) – 4:25
6. „I Can't Hold Out“ (James) – 4:14
7. „Please Be With Me“ (Boyer) – 3:26
8. „Let It Grow“ (Clapton) – 5:00
9. „Steady Rollin' Man“ (Johnson) – 3:14
10. „Mainline Florida“ (Terry) – 4:09
11. „Give Me Strength“ (Clapton) – 2:54

### Луксозно издание
Диск 1
1. „Motherless Children“ (Народна; аранжировка – Clapton, Radle)– 4:55
2. „Give Me Strength“ (Clapton)– 2:54
3. „Willie and the Hand Jive“ (Otis)– 3:31
4. „Get Ready“ (Clapton, Elliman)– 3:47
5. „I Shot the Sheriff“ (Marley)– 4:25
6. „I Can't Hold Out“ (James)– 4:14
7. „Please Be With Me“ (Boyer)– 3:26
8. „Let It Grow“ (Clapton)– 5:00
9. „Steady Rollin' Man“ (Johnson)– 3:14
10. „Mainline Florida“ (Terry)– 4:09
11. „Walkin' Down the Road“ (Musgrave, Levine)– 5:17
12. „Ain't That Loving You“ (Jimmy Reed)– 5:30
13. „Meet Me (Down at the Bottom)“ (Willie Dixon)– 6:59
14. „Eric After Hours Blues“ (Clapton)– 4:23
15. „B Minor Jam“ (Clapton)– 7:11

Диск 2
Всички песни са записани на живо на 4 и 5 декември 1794 г. в Hammersmith Odeon Архив на оригинала от 2012-12-12 в Wayback Machine., London, England.
1. „Smile“ (Charlie Chaplin, Geoffrey Parsons, John Turner) – 4:39
2. „Let It Grow“ (Clapton) – 6:23
3. „Can't Find My Way Home“ (Steve Winwood) – 4:49
4. „I Shot the Sheriff“ (Marley) – 7:49
5. „Tell the Truth“ (Clapton, Bobby Whitlock) – 7:03
6. „The Sky Is Crying/Have You Ever Loved a Woman/Rambling On My Mind“ (James/Billy Myles/Johnson) – 7:23
7. „Little Wing“ (Jimi Hendrix) – 6:49
8. „Singin' the Blues“ (McCreary) – 7:42
9. „Badge“ (Clapton, George Harrison) – 8:36
10. „Layla“ (Clapton, Jim Gordon) – 5:26
11. „Let It Rain“ (Bonnie Bramlett, Clapton) – 6:33

## Музиканти

### Основни музиканти
- Eric Clapton – Вокали, Китара, Аранжимент
- Yvonne Elliman – Вокали
- Dick Simms – Клавирни инструменти
- George Terry – Китара, Вокали
- Carl Radle – Бас китара, Аранжимент
- Jamie Oldaker – Барабани, Перкусии

### Гост музиканти
- Al Jackson, Jr. – Барабани в „Give Me Strength“
- Albhy Galuten – Синтезатор, Пиано, Клавикорд
- Tom Bernfield – Беквокали
- Marcy Levy – Хармоника, Беквокали